# Brachiaria bovonei
Brachiaria bovonei är en gräsart som först beskrevs av Emilio Chiovenda, och fick sitt nu gällande namn av Robyns. Brachiaria bovonei ingår i släktet Brachiaria och familjen gräs. Inga underarter finns listade i Catalogue of Life.